# Robert Kuśmierski
Robert Kuśmierski je polský akordeonista a pianista. Vyučuje hru na akordeon ve Varšavě.
Od roku 2010 spolupracuje s Jaromírem Nohavicou, kterého často doprovází na jeho koncertech; účinkoval na jeho albech Tak mě tu máš a Poruba. V roce 2015 vydal debutové album adaptací klasických skladeb Karuzela.